# Fabien Sanchez
Fabien Sanchez (ur. 30 marca 1983 w Hyères) – francuski kolarz torowy, brązowy medalista mistrzostw świata.

## Kariera
Pierwszy sukces w karierze Fabien Sanchez osiągnął w 2001 roku, kiedy wraz z kolegami z reprezentacji zdobył złoty medal w drużynowym wyścigu na dochodzenie podczas mistrzostw świata juniorów. Już dwa lata później, podczas mistrzostw świata w Stuttgarcie wspólnie z Fabienem Mercirisem, Jérôme'em Neuville'em i Franckiem Perque wywalczył brązowy medal w tej konkurencji. Na igrzyskach olimpijskich w Atenach w 2004 roku w drużynowym wyścigu na dochodzenie był siódmy, a indywidualnie rywalizację ukończył na szóstej pozycji. W tym samym roku razem z kolegami zwyciężył w zawodach Pucharu Świata w Meksykańskim Aguascalientes. Na rozgrywanych w 2008 roku igrzyskach olimpijskich w Pekinie wystąpił tylko w wyścigu indywidualnym, zajmując piętnaste miejsce. Sanchez jest ponadto wielokrotnym medalistą mistrzostw Francji, w tym dwukrotnie złotym (indywidualnie w 2004 roku i drużynowo w 2005 roku).